# Shīrang-e Soflá
Shīrang-e Soflá (persiska: شيرَنگِ پائين, Shīrang-e Pā’īn, شیرنگ سفلی) är en ort i Iran.   Den ligger i provinsen Golestan, i den norra delen av landet, 300 km öster om huvudstaden Teheran. Shīrang-e Soflá ligger 83 meter över havet och antalet invånare är 393.
Terrängen runt Shīrang-e Soflá är huvudsakligen platt, men söderut är den kuperad.Runt Shīrang-e Soflá är det ganska tätbefolkat, med 139 invånare per kvadratkilometer. Närmaste större samhälle är ‘Alīābād-e Katūl, 14,0 km öster om Shīrang-e Soflá. Trakten runt Shīrang-e Soflá består till största delen av jordbruksmark.